# Es Llobets
Es Llobets és una possessió situada a la Marina de Llucmajor, Mallorca.
Es Llobets està situada entre les possessions de Son Andreu, Son Perdiu, Son Rafeló, i Vernissa. El 1992 tenia 630 quarterades. En temps de la conquesta de Mallorca era anomenada Aquarx Alquibir, que fou l'alqueria matriu de les possessions de Son Bieló, Son Reiners, Sa Guitarreta, Son Perdiu i Son Rafeló. El 1375, pertanyia a Antoni Llobet, del qual prengué el nom. Es dedicava a la ramaderia. Té cases.

## Construccions
Les cases de la possessió són de caràcter senyorial que han sofert grans transformacions des dels seus orígens, perdent així el seu caràcter rústic i antic; l'aspecte actual de la casa és fruit de reformes del segle xix i d'una remodelació de 1999. Totes les dependències ara tenen una funció diferent de la que tenien antigament. La construcció integra una sèrie de bucs adossats en forma de L: l'habitatge dels amos, l'habitatge dels senyors, la capella i la torre de defensa. La capella està integrada dins l'habitatge dels senyors i la torre s'ubica entre l'habitatge dels senyors i el dels amos. Tots els bucs presenten voravia empedrada, feta amb la darrera reforma, i una pèrgola de ferro que cobreix la planta baixa. Hi ha un rellotge de sol a la façana lateral de la casa dels senyors de 1781.

### Torre de defensa
La torre de defensa és de planta quadrangular amb quatre plantes, l'última de les quals era un terrat. Té el parament de paredat en verd i voltes de carreus de marès. El 1999 s'executaren obres de reforma que destruïren bona part dels elements interiors: A la primera planta es llevà la volta de canó que cobria la planta baixa, el terra actual de la primera planta es limita en el replà en forma de L de l'escala mixta. El sostre antic també desaparegué. Hi ha quatre portals: un antic, els altres tres, oberts a les darreres obres. En el mur de llebeig es conserva una gran finestra amb esplandit. A la segona planta s'obriren dos portals: un al mur de xaloc i un altre en el mur de gregal, damunt del qual es veuen les restes d'un finestró condemnat antigament. Es conserva una finestra antiga i la volta, a la banda de ponent, de la qual resta l'antic forat de pas en el terrat.